# Aleksiej Kim
Aleksiej Eduardowicz Kim, ros. Алексей Эдуардович Ким (ur. 5 kwietnia 1986 w Taszkencie) – południowokoreański szachista i trener szachowy (FIDE Trainer od 2011), reprezentant Rosji do kwietnia 2006, arcymistrz od 2004 roku.

## Kariera szachowa
Urodził się w Uzbekistanie, w szachy nauczył się grać w wieku 4 lat od swojego dziadka, Nikołaja Władimirowicza Kima, który w 1937 r. został przesiedlony z Kraju Nadmorskiego do Uzbekistanu. W wieku 11 lat zwyciężył w mistrzostwach Moskwy juniorów, w 1997 r. zadebiutował na liście rankingowej Międzynarodowej Federacji Szachowej. Wielokrotnie startował w finałach mistrzostw Rosji juniorów w różnych kategoriach wiekowych, był również pięciokrotnym reprezentantem kraju na mistrzostwach świata (1998, 2004) oraz Europy (2000, 2002, 2004) juniorów. Oprócz tego, w 2006 r. reprezentował Koreę na rozegranych w Erywaniu mistrzostwach świata w kategorii do 20 lat.
W 2002 r. zajął III m. (za Igorem Kurnosowem i Denisem Chismatullinem) w Sierpuchowie. Normy na tytuł arcymistrza wypełnił w Moskwie (dwukrotnie w memoriałach F.Pripisa, w latach 2002 – dz. I m. wspólnie ze Stanisławem Nowikowem oraz 2003 – dz. II m. za Jewgienijem Worobiowem, wspólnie z Aleksandrem Szorochowem) i w Petersburgu (2003 – dz. III m. za Dmitrijem Boczarowem i Władimirem Burmakinem, wspólnie z m.in. Ołeksandrem Areszczenko i Michaiłem Ułybinem). W 2005 r. podzielił III m. (za Borysem Sawczenko i Dmitrijem Swietuszkinem, wspólnie z m.in. Ołeksandrem Zubariewem i Aleksiejem Korniewem) w Saratowie, w 2007 r. podzielił II m. (za Siergiejem Michajłowskim, wspólnie z Jurijem Tichonowem) w Petersburgu, natomiast w 2008 r. uczestniczył w szachowej olimpiadzie w Dreźnie, zdobywając na I szachownicy 8½ pkt z 11 partii.
Najwyższy ranking w dotychczasowej karierze osiągnął 1 kwietnia 2009 r., z wynikiem 2482 punktów zajmował wówczas 1. miejsce wśród szachistów południowokoreańskich.